# 佐木秋夫
佐木 秋夫（さき あきお、1906年11月16日 - 1988年8月20日）は、日本の宗教学者。
左派の立場から宗教問題について研究した。

## 略歴
東京府東京市麹町区生まれ。旧制東京府立第四中学校から旧制第一高等学校を経て、1930年に東京帝国大学文学部宗教学宗教史学科を卒業。
巣鴨学園、高田女塾で英語を教えながら日本戦闘的無神論者同盟、唯物論研究会に拠って著作をなす。
軍国主義の圧迫を受け、1938年青江舜二郎らと教育紙芝居協会を設立。
戦後の極東国際軍事裁判で検事側にたって軍部の紙芝居統制を証言した。1956年国民文化会議常任委員。脚色作品に「手をつなぐ子等」など。

## 著書
- 『ロシア宗教社会史』森山書店 1933
- 『唯物論全書 宗教学説』三笠書房 1937
- 『日蓮』人物再検討叢書 白揚社 1938
- 『紙芝居』芸術学院出版部 勤労文化教本 1943
- 『荒旅に立つ 日蓮』月曜書房 伝記選書 1948
- 『現代宗教論』北隆館 1948
- 『新興宗教 それをめぐる現代の条件』青木書店 1960
- 『宗教のはなし』日本青年出版社 青年のための社会科学 1971
- 『宗教と政治反動』新日本出版社 1980
- 『宗教と時代 佐木秋夫宗教論集』白石書店 1981
- 『新興宗教の系譜 天皇制の落とし子』白石書店 1981
- 『天皇をめぐる神々のざわめき 大嘗祭・靖国・式年遷宮』あずみの書房 あずみのフォーラム 1990

### 共編著
- 『キリスト教と革命 二つの世界観の対立と交流』編 北隆館 1949
- 『現代思想家と宗教』共編 新興出版社 1950
- 『牧師とマルキストの対話』阿部行蔵共著 白揚社 1950
- 『教祖 庶民の神々』乾孝,小口偉一,松島栄一共著 青木書店 1955
- 『創価学会 その思想と行動』小口偉一共著 青木書店 1957
- 『現代日本宗教批判』柳田謙十郎共編 創文社 1967
- 『70年代のアジア 5 社会・文化編 苦悩するアジアの民族』編集 時事通信社 1973
- 『宗教の今と未来』岩崎允胤共編 世界聖典刊行協会 1990
- 『近代日本政党史研究』林茂、杉山平助,尾佐竹猛,信夫清三郎,鳥井博郎,石原純共著　みすず書房 1996

## 論文
- Cinii